# Lista de couraçados do Japão

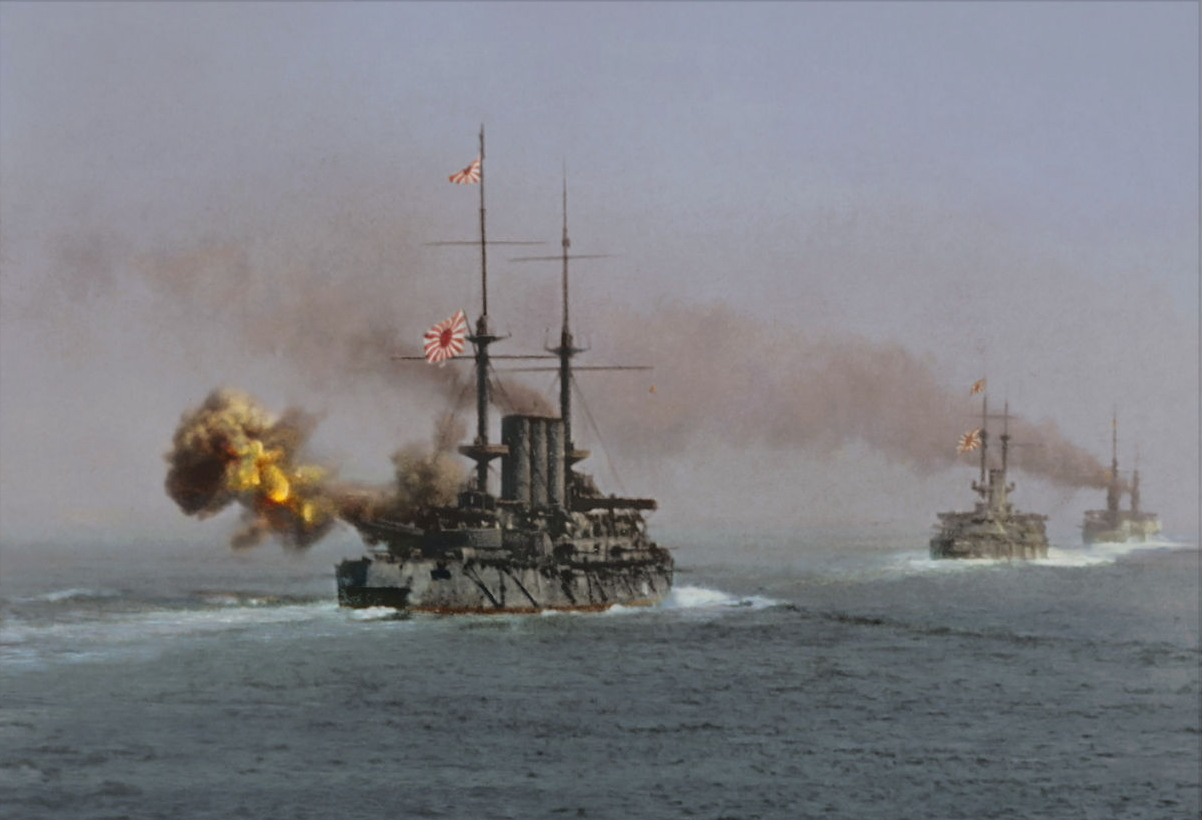
Shikishima, Fuji, Asahi e Mikasa durante a Batalha do Mar Amarelo em 10 de agosto de 1904

A Marinha Imperial Japonesa construiu uma série de couraçados entre as décadas de 1890 e 1940. O Império do Japão anteriormente tinha adquirido alguns ironclads de estaleiros estrangeiros, mesmo tendo adotado a doutrina naval da Jeune École que enfatizava embarcações menores e baratas para contrapor navios grandes e caros. Entretanto, os japoneses comissionaram os dois couraçados da Classe Fuji na década de 1890, a fim de fazer frente à Marinha Imperial Chinesa; eles foram encomendados no Reino Unido pois o Japão não tinha a tecnologia e capacidade de construir suas próprias embarcações. A experiência da Primeira Guerra Sino-Japonesa de 1894 e 1895 convenceu os japoneses que sua doutrina era insustentável, levando a um programa de construção naval de dez anos que pedia por seis couraçados e seis cruzadores blindados. Os dois navios da Classe Shikishima e os couraçados Asahi e Mikasa também foram comprados no Reino Unido. A Marinha Imperial sabia que não conseguiriam construir mais do que norte-americanos ou britânicos, assim decidiram que suas embarcações sempre seriam de qualidade superior para compensar sua inferioridade numérica.
As tensões entre Japão e Rússia aumentaram no início do século XX pelo controle da Coreia e Manchúria, com os japoneses encomendando dois couraçados da Classe Katori em 1903, os últimos construídos no exterior, com o objetivo de fazer frente à Esquadra do Pacífico russa. O Japão, desejando impedir reforços inimigos antes que seus novos navios fossem finalizados, iniciou a Guerra Russo-Japonesa em 1904 com um ataque surpresa contra a base russa de Porto Artur. Pouco depois, os japoneses encomendaram os dois couraçados da Classe Satsuma, os primeiros onstruídos domesticamente. O Exército Imperial Japonês capturou as embarcações sobreviventes da Esquadra do Pacífico até o final do ano. Os russos então enviaram a maior parte da Frota do Báltico, porém ela foi quase toda destruída na Batalha de Tsushima em maio de 1905. O Japão acabou por capturar cinco couraçados russos durante o conflito. Eles foram concertados e comissionados na Marinha Imperial, com dois sendo depois vendidos de volta para a Rússia em meados da Primeira Guerra Mundial. A magnitude da vitória na Batalha de Tsushima fez com que a liderança da marinha acreditasse que confrontos de superfície entre duas frotas era o único tipo de batalha decisiva em uma guerra moderna, além de que essa vitória seria decidida pelos couraçados armados com as maiores armas.
Com o fim da Guerra Russo-Japonesa, o Japão passou a se focar no Reino Unido e Estados Unidos, seus rivais restantes para o domínio do Oceano Pacífico, acreditando que seria inevitável que um conflito estourasse com pelo menos um desses países. Consequentemente, foi aprovada a Política de Defesa Imperial de 1907, que pedia pela construção de uma frota de batalha composta por oito couraçados e oito cruzadores. Esta foi a origem do Programa de Frota Oito-Oito, que era o desenvolvimento de uma linha de batalha coesa composta por dezesseis navios grandes. O lançamento do couraçado britânico HMS Dreadnought em 1906 e do cruzador de batalha HMS Invincible no ano seguinte mudou o cenário naval mundial, complicando os planos japoneses pois essas embarcações deixaram todos os couraçados e cruzadores blindados existentes obsoletos. O Japão assim foi forçado a reiniciar o plano Oito-Oito com couraçados no estilo dreadnought e cruzadores de batalha. Isto levou à Classe Kawachi em 1907, seguida pelas classes Fusō e Ise na década seguinte. O sétimo e oitavo couraçados dreadnought japoneses vieram em 1917 e 1918 com os dois membros da Classe Nagato.
Os Estados Unidos anunciaram em 1919 a retomada de seu programa de construção naval de 1916 e os japoneses, em resposta, encomendaram oito couraçados rápidos das classes Kii e Número 13. A perspectiva de uma nova corrida armamentista naval entre Estados Unidos, Reino Unido e Japão após a Primeira Guerra Mundial fez com que os três países assinassem o Tratado Naval de Washington em 1922, que limitava os japoneses a uma proporção de 3:5:5 em tonelagem de couraçados em relação a britânicos e norte-americanos. O tratado forçou a Marinha Imperial a descartar todos seus pré-dreadnoughts e seus dreadnoughts mais antigos, enquanto os navios ainda em construção foram desmontados ou afundados como alvo de tiro. Além disso, o tratado proibia a construção de novas embarcações por dez anos. Oponentes do tratado e seus sucessores assumiram o controle dos altos escalões da Marinha Imperial nesse período, com os cruzadores de batalha da Classe Kongō sendo reconstruídos como couraçados rápidos, enquanto os couraçados ainda existentes foram modernizados. O crescimento do ultranacionalismo japonês e o domínio militar do governo fez o Japão abandonar o Tratado Naval de Washington em 1936. Planejamento para o período pós-tratado tinha começado dois anos antes e incluía cinco couraçados armados com nove canhões de 460 milímetros, o que se tornou a Classe Yamato. Os sucessores destes começaram a ser planejados pela Marinha Imperial no final da década de 1930, o que levou ao Projeto A-150, que seriam armados com canhões ainda maiores, porém nunca foram construídos por outras embarcações receberem prioridade no início da Segunda Guerra Mundial.
| Armas principais | Número e tamanho dos canhões da bateria principal         |
| Deslocamento     | Deslocamento do navio totalmente carregado                |
| Propulsão        | Número e tipo do sistema de propulsão e velocidade máxima |
| Batimento        | Data em que o batimento de quilha ocorreu                 |
| Lançamento       | Data em que o navio foi lançado ao mar                    |
| Comissionamento  | Data em que o navio foi comissionado em serviço           |
| Destino          | Fim que o navio teve                                      |

## Couraçados pré-dreadnought

### ClasseFuji

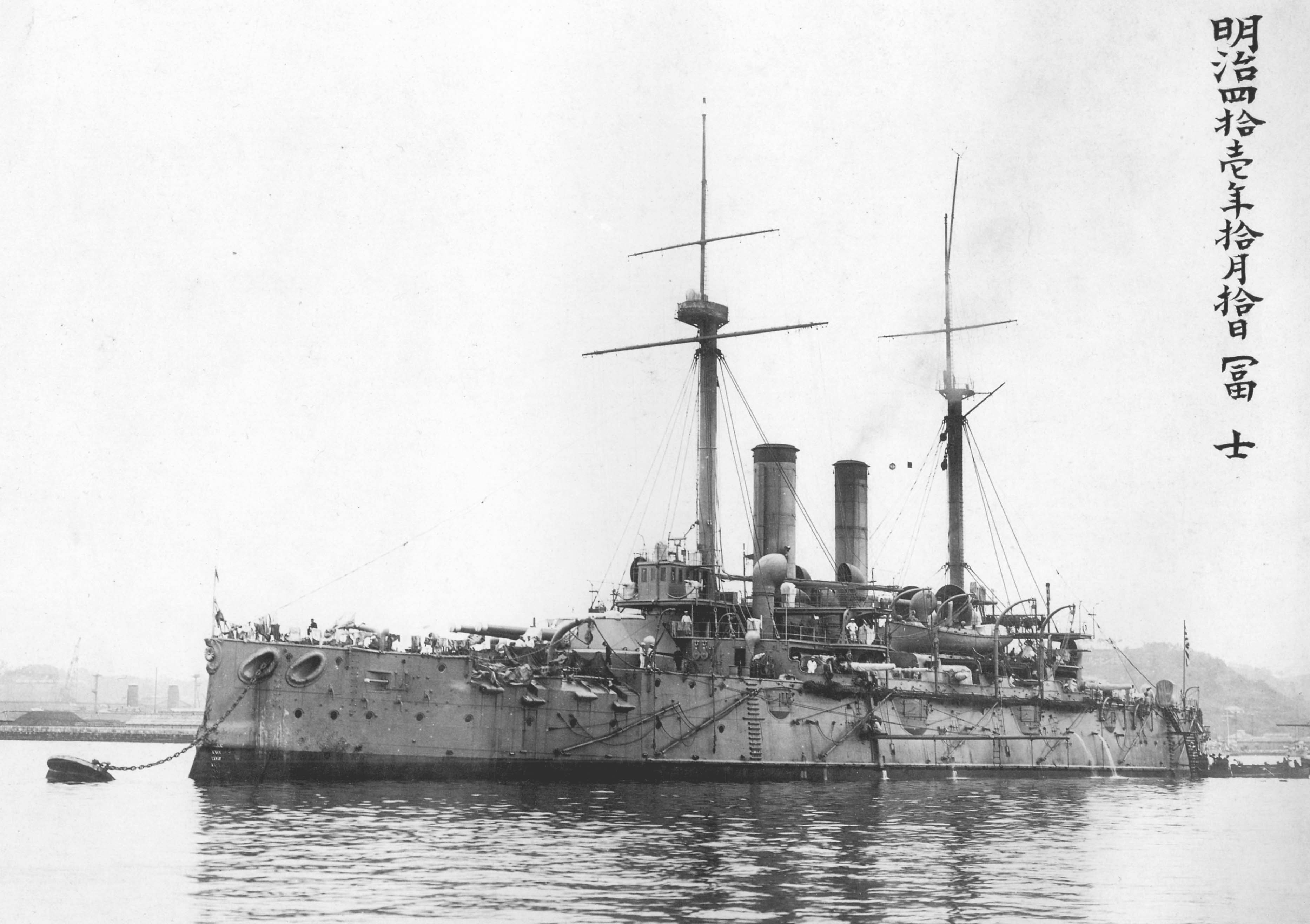
O Fuji em outubro de 1908

A Classe Fuji foi a primeira de couraçados da Marinha Imperial Japonesa, tendo sido encomendados no Reino Unido em resposta a novos ironclads chineses construídos na Alemanha. Foram projetados como versões menores da britânica Classe Royal Sovereign, porém eram ligeiramente mais rápidos e tinham blindagem melhor. A classe consistia em duas embarcações: Fuji e Yashima.
Ambos os navios participaram da Batalha de Porto Artur entre 9 e 10 de março de 1904, com o Fuji tendo sido levemente danificado na ação. O Yashima acabou batendo em duas minas navais em 15 de maio e afundou. O Fuji participou da Batalha do Mar Amarelo em agosto e foi levemente danificado na Batalha de Tsushima em maio de 1905. Ele foi creditado pelo disparo que causou a explosão que destruiu o couraçado russo Borodino. A embarcação recepcionou o embaixador dos Estados Unidos e oficiais da Grande Frota Branca em outubro de 1908, sendo reclassificado como um navio de defesa de costa em 1910. Foi desarmado e convertido em um alojamento flutuante em 1922. O Fuji acabou afundado por aeronaves norte-americanas em 1945 e desmontado em 1948.
| Navio          | Armas principais | Deslocamento | Propulsão                                      | Serviço          | Serviço           | Serviço          | Serviço            |
| Navio          | Armas principais | Deslocamento | Propulsão                                      | Batimento        | Lançamento        | Comissionamento  | Destino            |
| -------------- | ---------------- | ------------ | ---------------------------------------------- | ---------------- | ----------------- | ---------------- | ------------------ |
| Fuji (富士)    | 4 × 305 mm       | 12 430 t     | 2 motores de tripla-expansão; 18 nós (34 km/h) | agosto de 1894   | março de 1896     | agosto de 1897   | Desmontado em 1948 |
| Yashima (八島) | 4 × 305 mm       | 12 430 t     | 2 motores de tripla-expansão; 18 nós (34 km/h) | dezembro de 1894 | fevereiro de 1896 | setembro de 1897 | Afundado em 1904   |

### ClasseShikishima

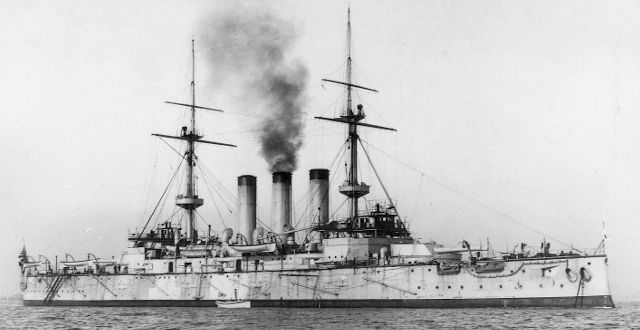
O Shikishima c. 1900

Os navios da Classe Shikishima foram projetados como versões mais poderosas dos couraçados da Classe Majestic da Marinha Real Britânica, tendo recebido os mesmos armamentos e maquinários da Classe Fuji com o objetivo de permitir que as embarcações operassem juntas como um grupo homogêneo. A classe tinha dois membros: Shikishima e Hatsuse.
Ambos estavam presentes na Batalha de Porto Artur, tendo sido levemente danificados durante a ação. O Hatsuse bateu em uma mina russa em maio de 1904 e afundou depois de seu depósito de munição ter explodido. O Shikishima participou da Batalha do Mar Amarelo, tendo sido danificado apenas pela falha de um projétil de 305 milímetros, e também da Batalha de Tsushima, em que foi atingido nove vezes e sofreu outra falha em um de seus canhões principais, porém ajudou a afundar o couraçado russo Oslyabya junto com o Mikasa. O navio passou a Primeira Guerra Mundial no Distrito Naval de Sasebo e foi desmilitarizado depois do Tratado Naval de Washington. Foi então usado como embarcação de treinamento em Sasebo até ser desmontado em 1948.
| Navio             | Armas principais | Deslocamento | Propulsão                                      | Serviço         | Serviço          | Serviço         | Serviço            |
| Navio             | Armas principais | Deslocamento | Propulsão                                      | Batimento       | Lançamento       | Comissionamento | Destino            |
| ----------------- | ---------------- | ------------ | ---------------------------------------------- | --------------- | ---------------- | --------------- | ------------------ |
| Shikishima (敷島) | 4 × 305 mm       | 15 090 t     | 2 motores de tripla-expansão; 18 nós (34 km/h) | março de 1897   | novembro de 1898 | janeiro de 1900 | Desmontado em 1948 |
| Hatsuse (初瀬)    | 4 × 305 mm       | 15 090 t     | 2 motores de tripla-expansão; 18 nós (34 km/h) | janeiro de 1898 | junho de 1899    | janeiro de 1901 | Afundado em 1904   |

### Asahi

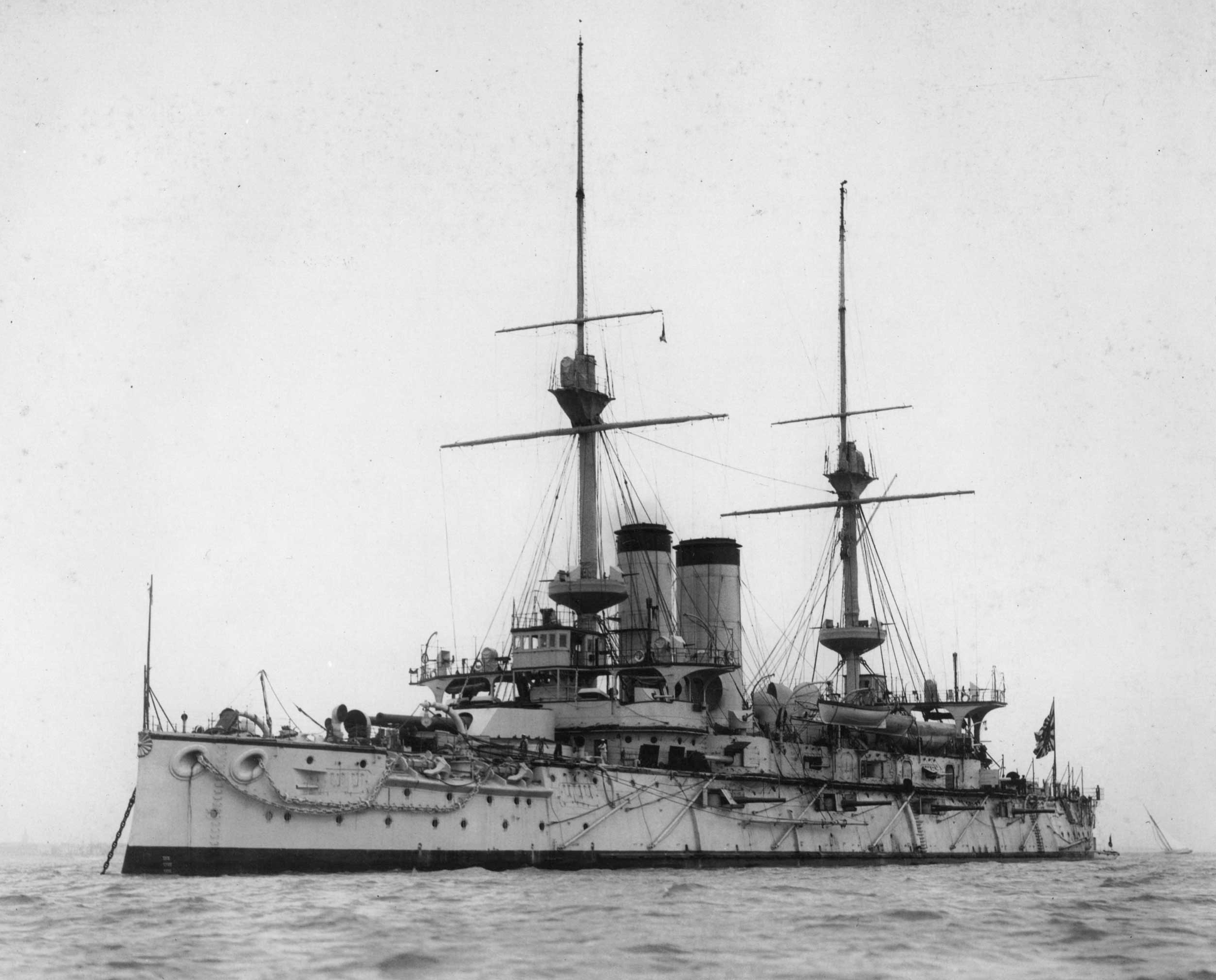
O Asahi em julho de 1900

O Asahi era um navio de tipo único e uma versão levemente aprimorada dos couraçados britânicos da Classe Formidable. Ele se tornou a capitânia da Marinha Imperial assim que entrou em serviço e depois foi designado em 1903 para a 1ª Frota, quando a Frota Combinada japonesa foi reformada. O navio participou da Batalha de Porto Artur no início da Guerra Russo-Japonesa, não sendo danificado. Esteve presente na Batalha do Mar Amarelo, onde recebeu danos moderados, porém acertou e danificou os couraçados russos Poltava e Tsesarevich. O Asahi bateu em uma mina dois meses depois, porém foi concertado em tempo para a Batalha de Tsushima, em que ajudou a desabilitar o couraçado Kniaz Suvorov e duelou com o Borodino e Oryol, não sendo danificado.
A embarcação foi utilizada como navio de treinamento na Primeira Guerra Mundial até ser rearmado em 1917, escoltando no ano seguinte navios de transporte de tropas na intervenção japonesa na Sibéria durante a Guerra Civil Russa. O Asahi foi convertido em uma embarcação não combatente na década de 1920 e depois em um navio de reparos em 1937. Ele acabou torpedeado e afundado pelo submarino norte-americano USS Salmon na noite de 25 s 26 de maio de 1942, perto da Indochina Francesa.
| Navio        | Armas principais | Deslocamento | Propulsão                                      | Serviço        | Serviço       | Serviço         | Serviço          |
| Navio        | Armas principais | Deslocamento | Propulsão                                      | Batimento      | Lançamento    | Comissionamento | Destino          |
| ------------ | ---------------- | ------------ | ---------------------------------------------- | -------------- | ------------- | --------------- | ---------------- |
| Asahi (朝日) | 4 × 305 mm       | 15 400 t     | 2 motores de tripla-expansão; 18 nós (34 km/h) | agosto de 1898 | março de 1899 | abril de 1900   | Afundado em 1942 |

### Mikasa

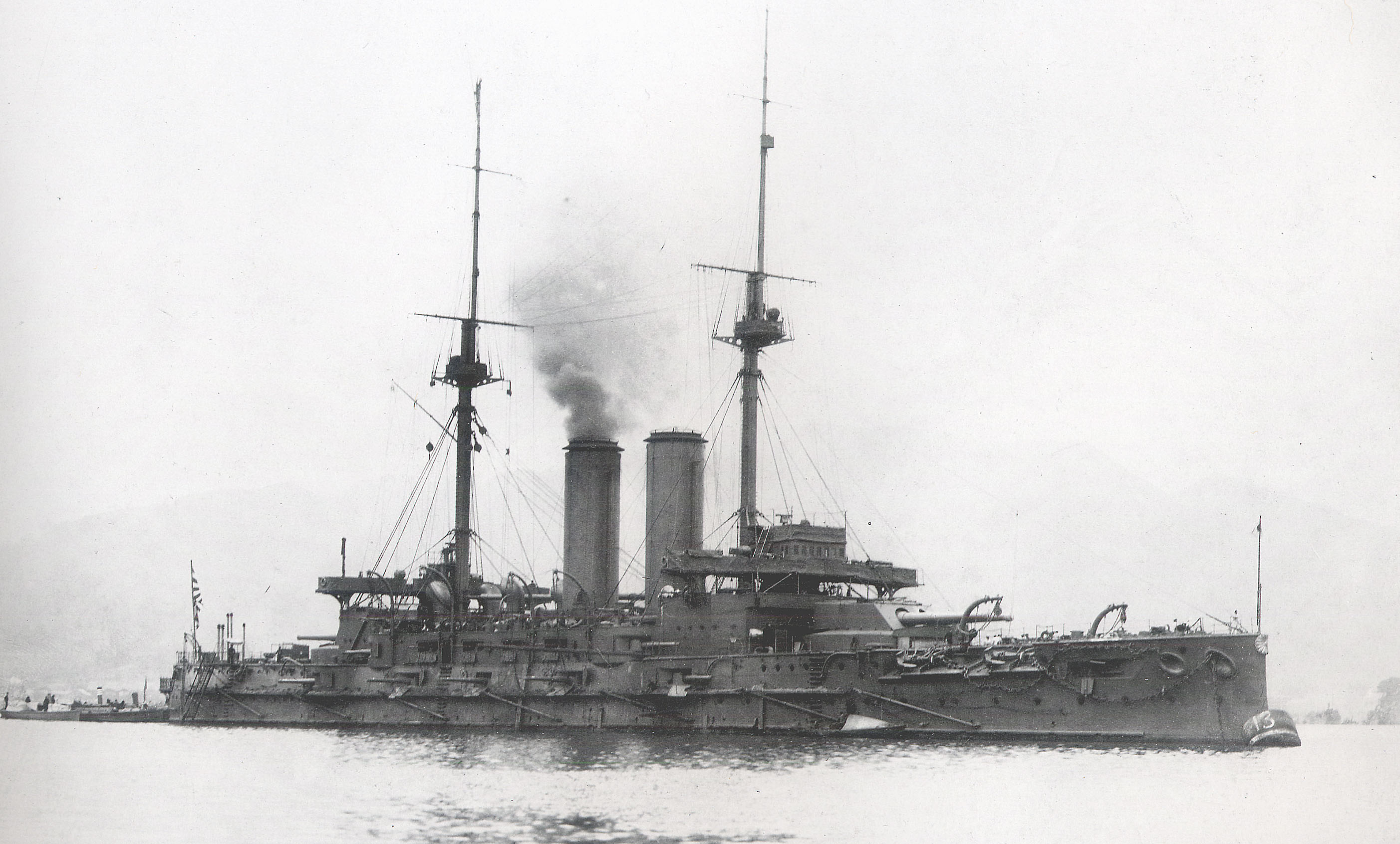
O Mikasa em fevereiro de 1905

O Mikasa também era um navio de tipo único e uma versão aprimorada da Classe Formidable, com mínimas diferenças em relação ao Asahi. O navio serviu como a capitânia da 1ª Frota no decorrer da Guerra Russo-Japonesa. Ele participou das batalhas de Porto Artur, do Mar Amarelo e Tsushima. O navio foi acertado várias vezes durante este último confronto, porém seus danos foram pequenos. O depósito de munição do Mikasa explodiu acidentalmente apenas alguns dias depois do fim da guerra, com ele afundando. A embarcação foi resgatada e seus reparos demoraram dois anos para serem finalizados. O couraçado depois disso atuou como navio de defesa de costa na Primeira Guerra Mundial e deu apoio para as forças japonesas que intervieram na Guerra Civil Russa. O Mikasa foi preservado como um navio-museu depois da assinatura do Tratado Naval de Washington. Foi muito negligenciado durante a ocupação do Japão pós-Segunda Guerra Mundial e necessitou de grandes restaurações no final da década de 1950.
| Navio         | Armas principais | Deslocamento | Propulsão                                      | Serviço         | Serviço          | Serviço         | Serviço                     |
| Navio         | Armas principais | Deslocamento | Propulsão                                      | Batimento       | Lançamento       | Comissionamento | Destino                     |
| ------------- | ---------------- | ------------ | ---------------------------------------------- | --------------- | ---------------- | --------------- | --------------------------- |
| Mikasa (三笠) | 4 × 305 mm       | 15 380 t     | 2 motores de tripla-expansão; 18 nós (34 km/h) | janeiro de 1899 | novembro de 1900 | março de 1902   | Preservado como navio-museu |

### Tango

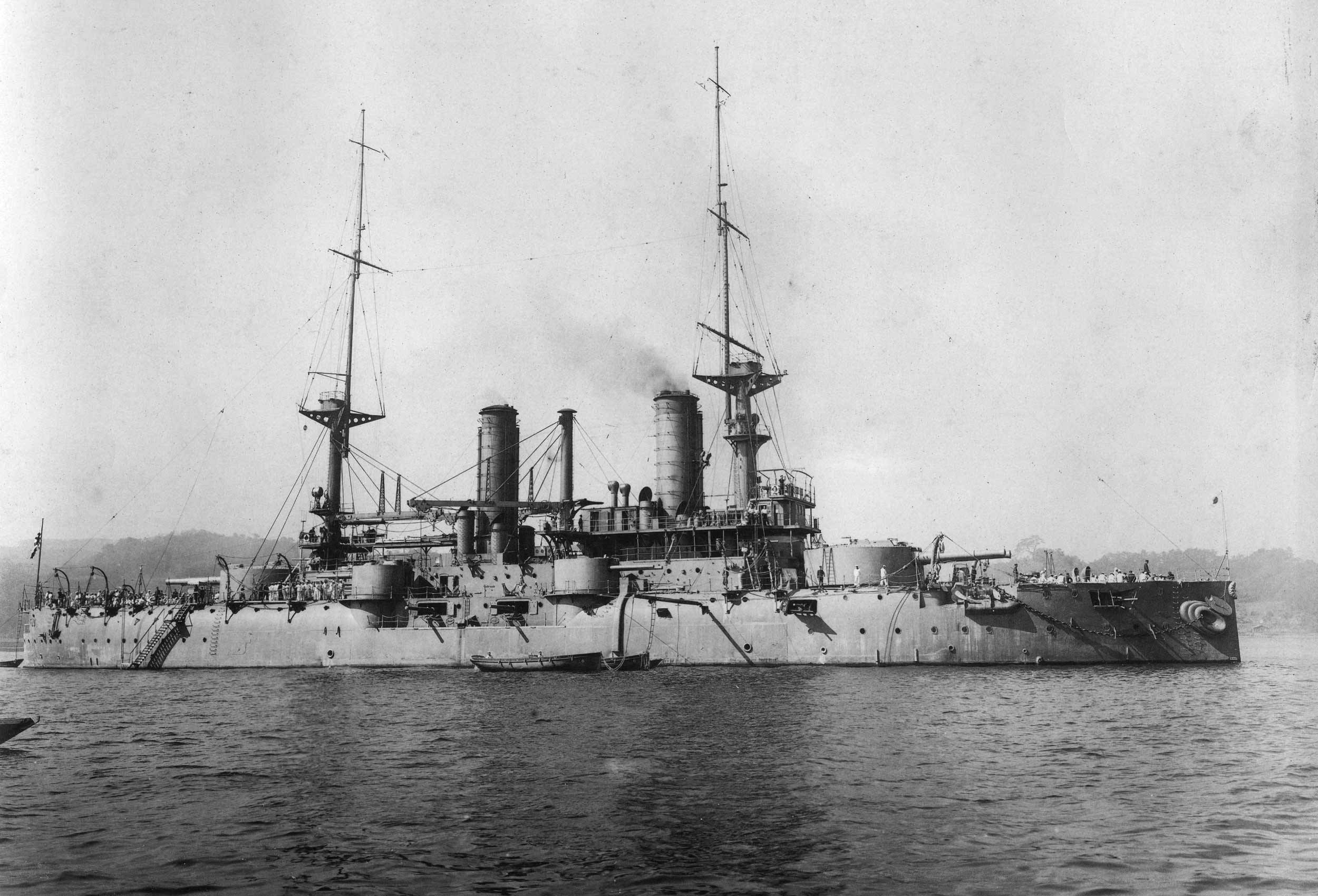
O Tango entre 1908 e 1909

O Tango foi construído como o couraçado russo Poltava, a segunda embarcação de um total de três pertencentes à Classe Petropavlovsk de pré-dreadnoughts. O navio foi designado para servir na Esquadra do Pacífico logo depois de ser finalizado em 1899, tendo Porto Artur como sua base de operações a partir de 1901. Ele esteve presente na Batalha de Porto Artur durante a Guerra Russo-Japonesa e foi seriamente danificado no decorrer da Batalha do Mar Amarelo. Foi afundado pela artilharia japonesa em dezembro de 1904 no subsequente Cerco de Porto Artur. Acabou sendo reflutuado pela Marinha Imperial Japonesa depois do fim do conflito e comissionado na frotaem agosto de 1905 sob o nome de Tango. Ele bombardeou fortificações alemãs no Cerco de Tsingtao na Primeira Guerra Mundial. O governo japonês vendeu o couraçado de volta para a Rússia em 1916. Foi renomeado para Chesma, pois seu nome original tinha sido dado para outra embarcação. Sua tripulação declarou apoio aos bolcheviques em outubro de 1917, porém não participou da Guerra Civil Russa pela sua péssima condição, acabando por ser desmontado em 1924.
| Navio        | Armas principais | Deslocamento | Propulsão                                      | Serviço      | Serviço         | Serviço         | Serviço                     |
| Navio        | Armas principais | Deslocamento | Propulsão                                      | Batimento    | Capturado       | Comissionamento | Destino                     |
| ------------ | ---------------- | ------------ | ---------------------------------------------- | ------------ | --------------- | --------------- | --------------------------- |
| Tango (丹後) | 4 × 305 mm       | 11 685 t     | 2 motores de tripla-expansão; 16 nós (30 km/h) | maio de 1892 | janeiro de 1905 | agosto de 1905  | Vendido para Rússia em 1916 |

### SagamieSuwo

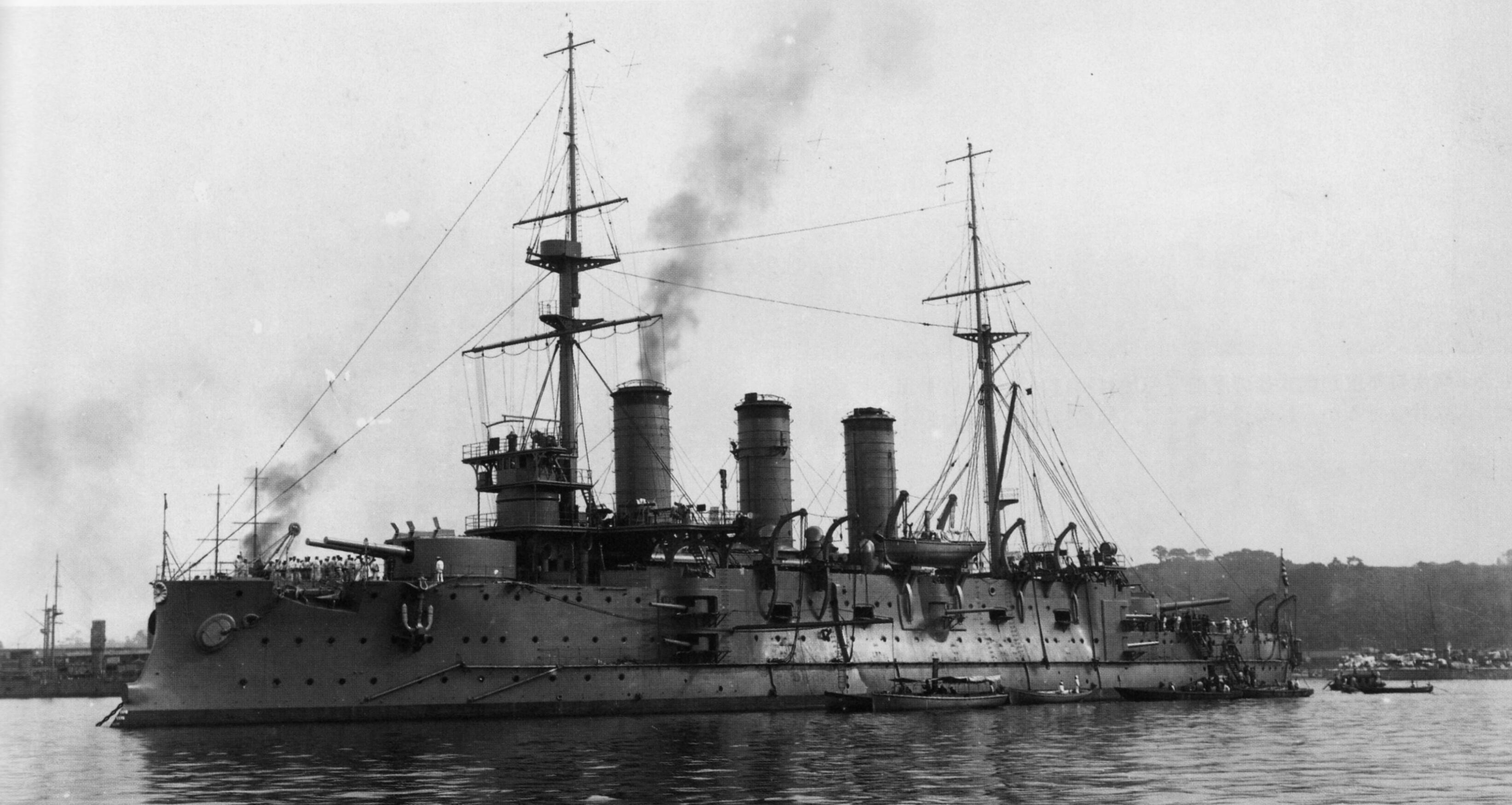
O Suwo em outubro de 1908

O Sagami e o Suwo eram originalmente os couraçados russos Peresvet e Pobeda, respectivamente, ambos membros da Classe Peresvet. O projeto dessas embarcações foi inspirado nos couraçados de segunda classe britânicos da Classe Centurion. Os navios britânicos tinham a intenção de atacar cruzadores blindados que atacavam embarcações comerciais, como os cruzadores russos Rossia e Rurik, enquanto a Classe Peresvet foi pensada com o objetivo de dar apoio aos seus cruzadores.
Os dois couraçados foram afundados durante o Cerco de Porto Artur e recuperados pela Marinha Imperial algum tempo depois. Ambos foram categorizados como navios de defesa de costa devido seu armamento menor do que dos outros navios capturados na guerra. O Suwo foi a capitânia da esquadra japonesa no Cerco de Tsingtao durante a Primeira Guerra Mundial e depois da 2ª Frota, sendo então convertido em um navio de treinamento de artilharia em 1916. O Sagami foi vendido de volta para a Rússia no mesmo ano e foi renomeado para seu nome original. Entretanto, ele bateu em duas minas no Mar Mediterrâneo enquanto fazia a viagem de volta para o norte da Rússia e afundou. O Suwo foi desarmado em 1922 de acordo com os termos do Tratado Naval de Washington e provavelmente desmontado pouco depois.
| Navio         | Armas principais | Deslocamento | Propulsão                                      | Serviço           | Serviço         | Serviço         | Serviço                       |
| Navio         | Armas principais | Deslocamento | Propulsão                                      | Batimento         | Capturado       | Comissionamento | Destino                       |
| ------------- | ---------------- | ------------ | ---------------------------------------------- | ----------------- | --------------- | --------------- | ----------------------------- |
| Sagami (相模) | 4 × 254 mm       | 14 030 t     | 2 motores de tripla-expansão; 18 nós (34 km/h) | novembro de 1895  | janeiro de 1905 | julho de 1908   | Vendido para a Rússia em 1916 |
| Suwo (周防)   | 4 × 254 mm       | 13 530 t     | 2 motores de tripla-expansão; 18 nós (34 km/h) | fevereiro de 1899 | janeiro de 1905 | outubro de 1908 | Desmontado entre 1922 e 1923  |

### Hizen

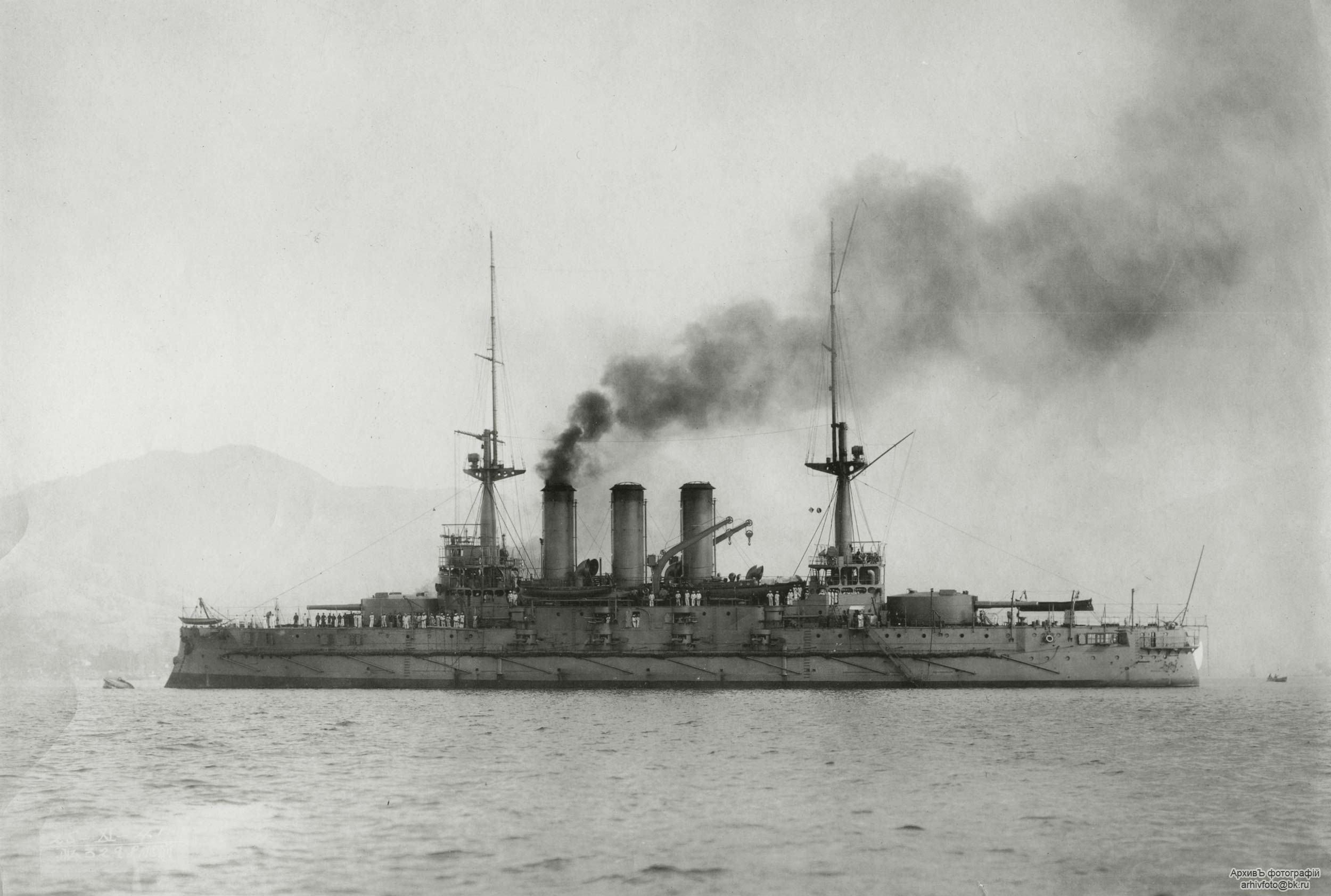
O Hizen c. década de 1910

O Hizen era o couraçado russo Retvizan, embarcação construída nos Estados Unidos antes da Guerra Russo-Japonesa porque os estaleiros russos já estavam todos ocupados. Foi torpedeado na Batalha de Porto Artur, porém foi concertado em tempo para que participasse da Batalha do Mar Amarelo, em que foi levemente danificado. Foi afundado no Cerco de Porto Artur e posteriormente recuperado pela Marinha Imperial Japonesa. O Hizen foi enviado para reforçar uma esquadra britânica que ficava na Colúmbia Britânica durante a Primeira Guerra Mundial, porém foi desviado para o Havaí depois do recebimento de relatos de um barco torpedeiro alemão na área. O navio alemão foi internado pelos norte-americanos em novembro de 1914 e o couraçado japonês não encontrou nenhuma outra embarcação inimiga. Depois da guerra deu suporte para a intervenção japonesa na Guerra Civil Russa, sendo desarmado em 1922 pelos termos do Tratado Naval de Washington. O Hizen acabou afundado como alvo de tiro em 1924.
| Navio        | Armas principais | Deslocamento | Propulsão                                      | Serviço       | Serviço         | Serviço          | Serviço          |
| Navio        | Armas principais | Deslocamento | Propulsão                                      | Batimento     | Capturado       | Comissionamento  | Destino          |
| ------------ | ---------------- | ------------ | ---------------------------------------------- | ------------- | --------------- | ---------------- | ---------------- |
| Hizen (肥前) | 4 × 305 mm       | 12 985 t     | 2 motores de tripla-expansão; 18 nós (34 km/h) | julho de 1899 | janeiro de 1905 | novembro de 1908 | Afundado em 1924 |

### Iwami

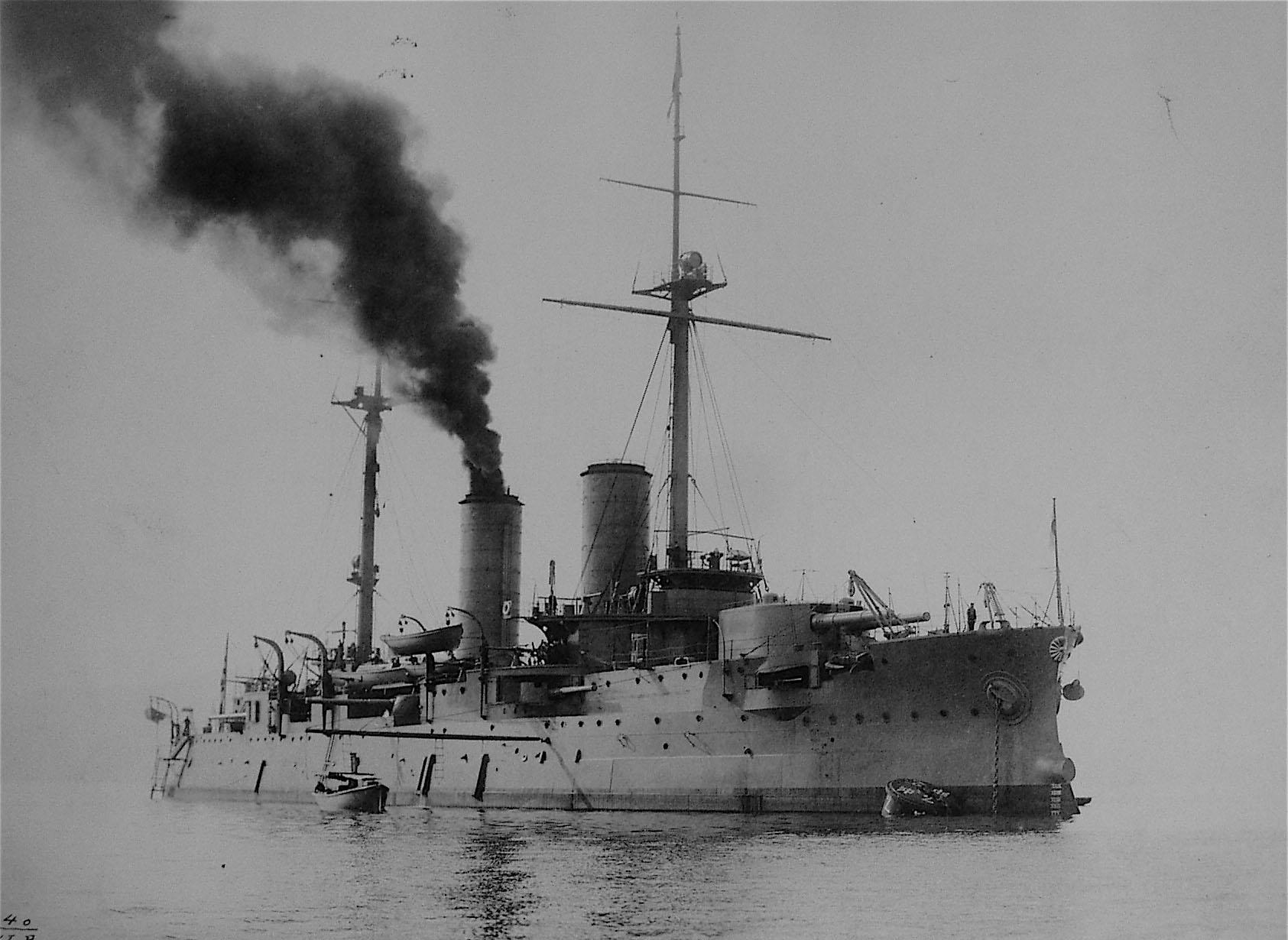
O Iwami em novembro de 1907

O Iwami era o couraçado russo Oryol, um de cinco membros da Classe Borodino que foram construídos pouco antes da Guerra Russo-Japonesa. Ele fez uma viagem ao redor de metade do mundo junto com três de seus irmãos para participar da Batalha de Tsushima. Recebeu danos moderados no confronto, sendo rendido para a Marinha Imperial Japonesa no dia seguinte. Os japoneses reconstruíram a embarcação entre 1905 e 1907 e ele foi designado para a 1ª Frota, porém o couraçado foi reclassificado como um navio de defesa de costa em 1912. O Iwami participou do Cerco de Tsingtao em 1914 depois do Japão ter declarado guerra contra o Império Alemão na Primeira Guerra Mundial, tornando-se então um navio de guarda. Tornou-se a capitânia da 5ª Divisão da 3ª Frota em 1918 e deu suporte para a intervenção japonesa na Guerra Civil Russa. O Iwami brevemente se tornou um navio de treinamento antes de ser desarmado em 1922 pelos termos do Tratado Naval de Washington, sendo afundado como alvo de tiro dois anos depois.
| Navio        | Armas principais | Deslocamento | Propulsão                                      | Serviço       | Serviço      | Serviço         | Serviço          |
| Navio        | Armas principais | Deslocamento | Propulsão                                      | Batimento     | Capturado    | Comissionamento | Destino          |
| ------------ | ---------------- | ------------ | ---------------------------------------------- | ------------- | ------------ | --------------- | ---------------- |
| Iwami (肥前) | 4 × 305 mm       | 14 380 t     | 2 motores de tripla-expansão; 18 nós (34 km/h) | junho de 1900 | maio de 1905 | junho de 1907   | Afundado em 1924 |

### ClasseKatori

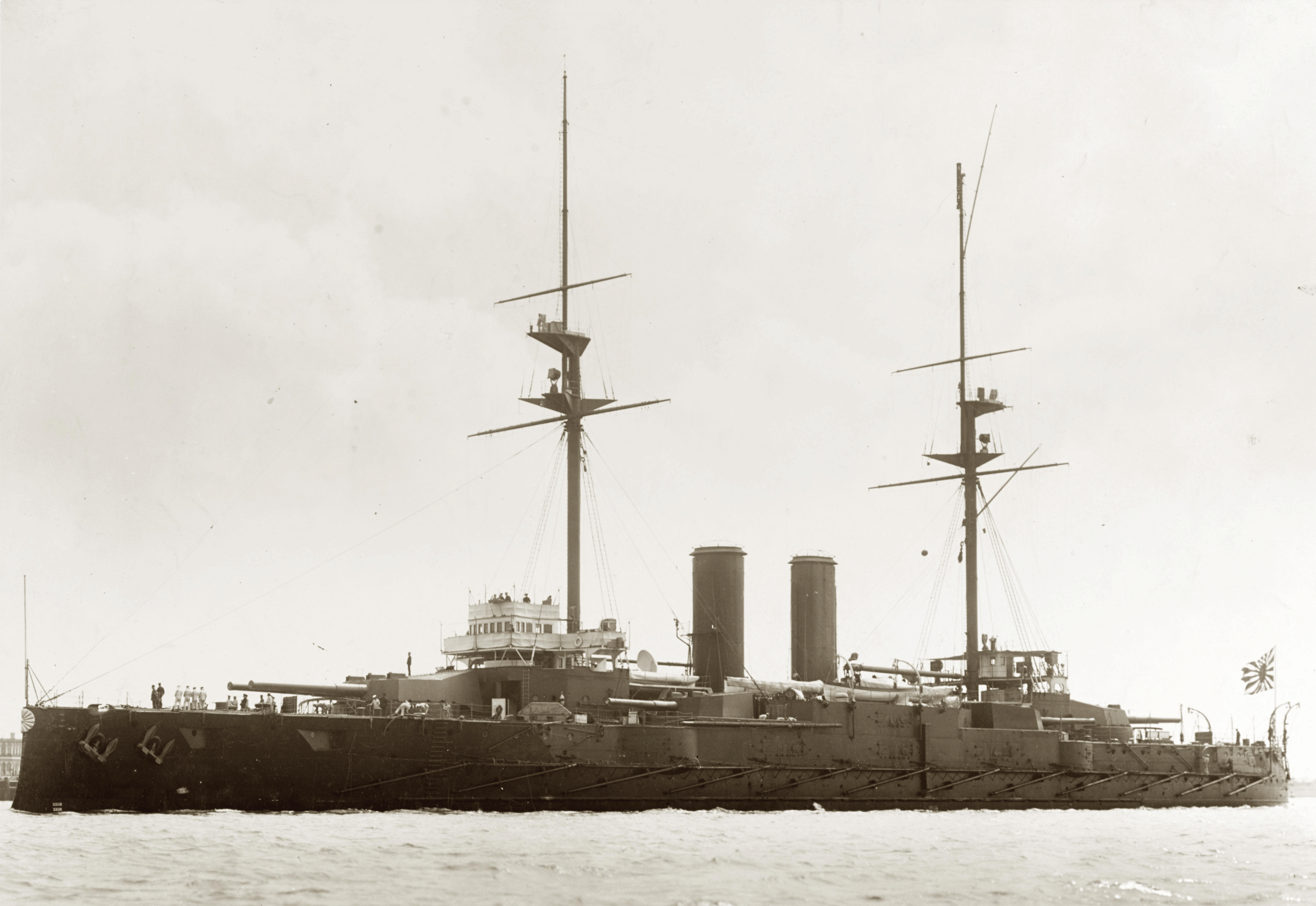
O Katori c. 1905

Os navios da Classe Katori foram os últimos couraçados japoneses construídos em estaleiros estrangeiros. O projeto das era uma versão modificada e aprimorada das embarcações britânicas da Classe King Edward VII. A classe tinha dois membros: Katori e Kashima. Por cada couraçado ter sido construído por estaleiros diferentes, suas dimensões eram ligeiramente diferentes entre si.
As duas embarcações foram completadas apenas depois do fim da Guerra Russo-Japonesa e assim nunca entraram em combate em suas carreiras. O Katori sofreu um grande incêndio em uma de suas torres de artilharia secundárias em 1907 que deixou 34 homens mortos e outros oito feridos. Eles não participaram de operações ofensivas no decorrer da Primeira Guerra Mundial, mas ambos deram suporte para a intervenção japonesa na Sibéria em 1918 durante a Guerra Civil Russa. Os irmãos levaram o príncipe-herdeiro Hirohito em sua viagem pela Europa em 1921, onde ele conheceu o rei Jorge V do Reino Unido. O Katori e o Kashima foram desarmados e 1923 seguindo as exigências do Tratado Naval de Washington, sendo em seguida desmontados.
| Navio          | Armas principais | Deslocamento | Propulsão                                       | Serviço           | Serviço       | Serviço         | Serviço                      |
| Navio          | Armas principais | Deslocamento | Propulsão                                       | Batimento         | Lançamento    | Comissionamento | Destino                      |
| -------------- | ---------------- | ------------ | ----------------------------------------------- | ----------------- | ------------- | --------------- | ---------------------------- |
| Katori (香取)  | 4 × 305 mm       | 16 210 t     | 2 motores de tripla- expansão; 18 nós (34 km/h) | abril de 1904     | julho de 1905 | maio de 1906    | Desmontado em 1924           |
| Kashima (鹿島) | 4 × 305 mm       | 16 645 t     | 2 motores de tripla- expansão; 18 nós (34 km/h) | fevereiro de 1904 | março de 1905 | maio de 1906    | Desmontado entre 1924 e 1925 |

### ClasseSatsuma

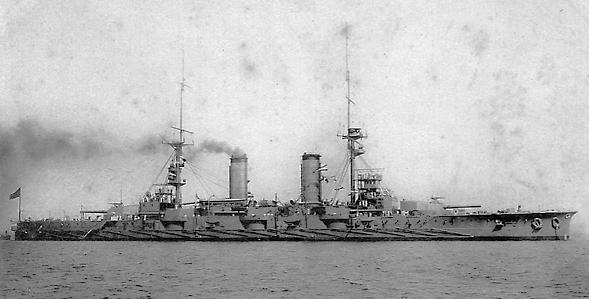
<center.O Satsuma c. década de 1910

A Classe Satsuma foi a primeira de couraçados a ser construída no Japão e marcou um estágio de transição no projeto de navios de seu tipo. A classe tinha dois membros, Satsuma e Aki, e originalmente planejou-se armá-los com doze canhões de 305 milímetros. Entretanto, escassez de materiais e os custos da construção levaram a uma mudança no projeto que fez com que os irmãos recebessem quatro canhões de 305 milímetros e doze canhões de 254 milímetros. Caso tivesse sido construída como originalmente planejada, a Classe Satsuma teria sido a primeira de couraçados com "apenas armas grandes" do mundo. O Satsuma era impulsionado pelos tradicionais motores de tripla-expansão, porém o Aki foi a primeira embarcação japonesa equipada com turbinas a vapor.
O lançamento do britânico HMS Dreadnought em 1906 fez com a Classe Satsuma já estivesse obsoleta antes mesmo do fim das construções. Os dois foram lançados em 1906 e 1907. O Satsuma serviu como a capitânia do contra-almirante Matsumura Tatsuo na 2ª Esquadra dos Mares do Sul durante a tomada japonesa das possessões alemãs nas ilhas Carolinas e Palau em outubro de 1914, no início da Primeira Guerra Mundial. O navio passou por reformas no Arsenal Naval de Sasebo em 1916 e passou o restante do conflito com a 1ª Esquadra. O Aki serviu na 1ª Esquadra até ser transferido para a 2ª Esquadra de Couraçados em 1918. Ambas as embarcações foram desarmadas em 1922 pelos termos do Tratado Naval de Washington e afundadas como alvo de tiro em 1924.
| Navio          | Armas principais       | Deslocamento | Propulsão                                      | Serviço       | Serviço          | Serviço         | Serviço           |
| Navio          | Armas principais       | Deslocamento | Propulsão                                      | Batimento     | Lançamento       | Comissionamento | Destino           |
| -------------- | ---------------------- | ------------ | ---------------------------------------------- | ------------- | ---------------- | --------------- | ----------------- |
| Satsuma (薩摩) | 4 × 305 mm 12 × 254 mm | 19 685 t     | 2 motores de tripla-expansão; 18 nós (34 km/h) | maio de 1905  | novembro de 1906 | março de 1910   | Afundados em 1924 |
| Aki (安芸)     | 4 × 305 mm 12 × 254 mm | 20 400 t     | 2 turbinas a vapor; 20 nós (37 km/h)           | março de 1906 | abril de 1907    | março de 1911   | Afundados em 1924 |

## Couraçados dreadnought

### ClasseKawachi

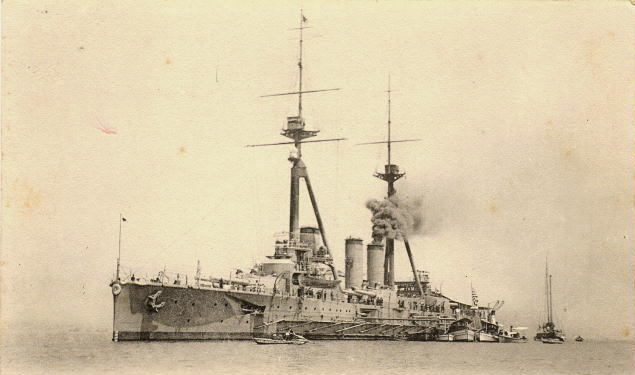
O Kawachi c. 1913

A Classe Kawachi foi encomendada depois da Guerra Russo-Japonesa sob o Programa de Suplemento de Navios de Guerra. Eles foram os primeiros dreadnoughts japoneses e marcaram uma das primeiras etapas na realização do recém-adotado Programa de Frota Oito-Oito do Japão. A classe consistia em dois navios: Kawachi e Settsu. Os irmãos eram armados com doze canhões de 305 milímetros, quatro deles calibre 50 e o restante calibre 45, arranjados na mesma disposição hexagonal instalada nas Classes Nassau e Helgoland da Alemanha. O projeto original era para que todos os doze canhões fossem de calibre 45, porém a Marinha Imperial descobriu que a Marinha Real Britânica tinha adotado canhões mais caros e poderosos de calibre 50, assim foi decidido que as os canhões centrais seriam melhorados para calibre 50, pois os japoneses não tinham condição de melhorar todos.
O Kawachi e o Settsu bombardearam fortificações alemãs na Batalha de Tsingtao em 1914, porém não participaram de nenhuma outra operação ofensiva durante a Primeira Guerra Mundial. O Kawachi afundou em julho de 1918 depois de uma explosão interna em um de seus depósitos de munição, com mais de seiscentos mortos. O Settsu foi desarmado em 1922 e convertido em um alvo de tiro. Ele foi seriamente danificado em 1945 por ataques aéreos norte-americanos e acabou sendo encalhado para que não afundasse. A embarcação foi depois desmontada entre 1946 e 1947.
| Navio          | Armas principais | Deslocamento | Propulsão                            | Serviço         | Serviço         | Serviço         | Serviço                      |
| Navio          | Armas principais | Deslocamento | Propulsão                            | Batimento       | Lançamento      | Comissionamento | Destino                      |
| -------------- | ---------------- | ------------ | ------------------------------------ | --------------- | --------------- | --------------- | ---------------------------- |
| Kawachi (河内) | 12 × 305 mm      | 21 160 t     | 2 turbinas a vapor; 21 nós (39 km/h) | abril de 1909   | outubro de 1910 | março de 1912   | Afundado em 1918             |
| Settsu (摂津)  | 12 × 305 mm      | 21 780 t     | 2 turbinas a vapor; 21 nós (39 km/h) | janeiro de 1909 | março de 1911   | julho de 1912   | Desmontado entre 1946 e 1947 |

### ClasseFusō

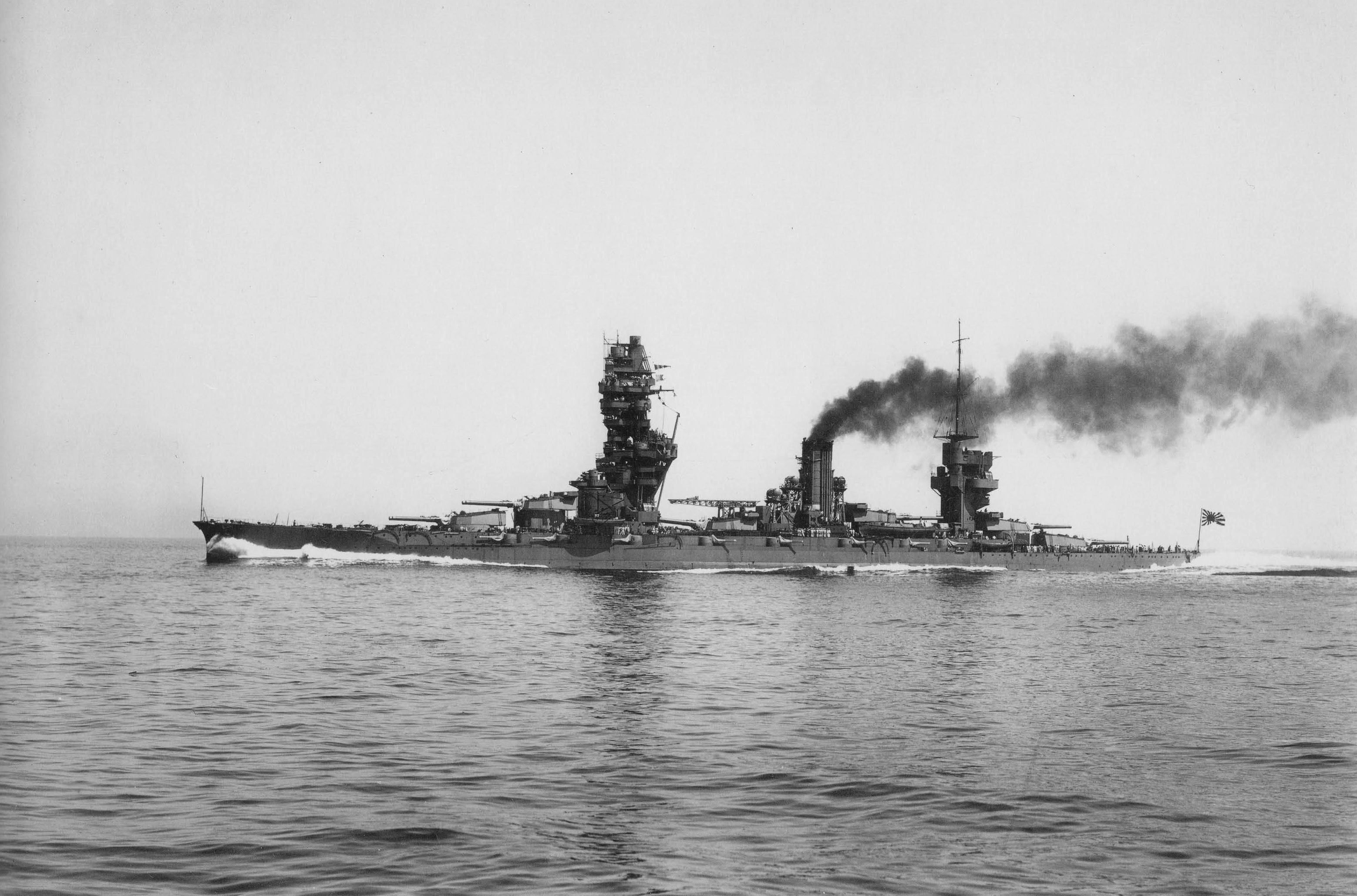
O Fusō em maio de 1933

Os couraçados da Classe Fusō foram projetados com o pensamento de que pudessem ser poderosos o bastante para enfrentarem a Marinha dos Estados Unidos em águas territoriais japonesas. As embarcações receberam doze canhões de 356 milímetros e uma velocidade acima de 21 nós para que superassem os couraçados norte-americanos da Classe New York. Os navios japoneses foram construídos durante a Primeira Guerra Mundial e a classe era formada por dois navios: Fusō e Yamashiro.
Os dois couraçados brevemente patrulharam a costa da China durante a guerra e depois foram colocados na reserva ao final do conflito. Foram amplamente modernizados durante a década de 1930, porém ambas as embarcações foram consideradas obsoletas no início da Segunda Guerra Mundial e consequentemente não participaram de operações ofensivas nos primeiros anos do conflito. O Fusō e o Yamashiro atuaram como navios de transporte de tropas em 1943, mas pela maior parte do ano serviram como navio de treinamento. Foram os únicos couraçados japoneses presentes na Batalha do Estreito de Surigao em outubro de 1944, a ação mais ao sul da Batalha do Golfo de Leyte, com ambos tendo sido afundados por torpedos e artilharia inimiga.
| Navio            | Armas principais | Deslocamento | Propulsão                            | Serviço          | Serviço          | Serviço          | Serviço           |
| Navio            | Armas principais | Deslocamento | Propulsão                            | Batimento        | Lançamento       | Comissionamento  | Destino           |
| ---------------- | ---------------- | ------------ | ------------------------------------ | ---------------- | ---------------- | ---------------- | ----------------- |
| Fusō (扶桑)      | 12 × 356 mm      | 29 325 t     | 2 turbinas a vapor; 23 nós (43 km/h) | março de 1912    | março de 1914    | novembro de 1915 | Afundados em 1944 |
| Yamashiro (山城) | 12 × 356 mm      | 29 325 t     | 2 turbinas a vapor; 23 nós (43 km/h) | novembro de 1913 | novembro de 1915 | março de 1917    | Afundados em 1944 |

### ClasseIse

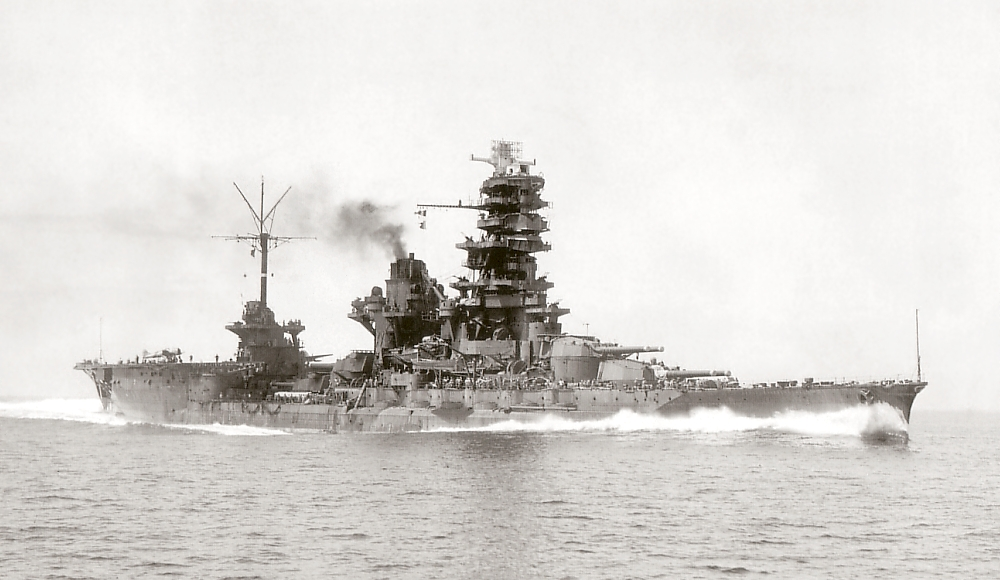
O Ise em agosto de 1943

Os couraçados da Classe Ise foram originalmente planejados como versões mais avançadas da Classe Fusō, porém a falta de recursos fez com que suas construções fossem adiadas. Esse tempo extra fez a Marinha Imperial reavaliar o projeto dos navios, que ficaram tão diferentes que acabaram por se tornar uma nova classe. Ela era formada por dois couraçados: Ise e Hyūga.
As duas embarcações foram modernizadas no período entreguerras, porém foram consideradas obsoletas no início da Segunda Guerra Mundial e não foram utilizadas ofensivamente. Ambos foram reconstruídos com um convés de voo no lugar das torres de artilharia traseiras depois da Marinha Imperial ter perdido a maior parte de seus porta-aviões na Batalha de Midway em 1942. Entretanto, a falta de aeronaves e pilotos qualificados fez com que eles nunca lançassem aviões em combate. Foram ocasionalmente usados para transportar tropas e materiais entre bases japonesas. Participaram da Batalha do Cabo Engaño em 1944 e então colocados na reserva. Foram afundados por ataques aéreos em julho de 1945, sendo desmontados depois da guerra.
| Navio        | Armas principais | Deslocamento | Propulsão                            | Serviço      | Serviço          | Serviço          | Serviço           |
| Navio        | Armas principais | Deslocamento | Propulsão                            | Batimento    | Lançamento       | Comissionamento  | Destino           |
| ------------ | ---------------- | ------------ | ------------------------------------ | ------------ | ---------------- | ---------------- | ----------------- |
| Ise (伊勢)   | 12 × 356 mm      | 31 760 t     | 2 turbinas a vapor; 23 nós (43 km/h) | maio de 1915 | novembro de 1916 | dezembro de 1917 | Afundados em 1945 |
| Hyūga (日向) | 12 × 356 mm      | 31 760 t     | 2 turbinas a vapor; 23 nós (43 km/h) | maio de 1915 | janeiro de 1917  | abril de 1918    | Afundados em 1945 |

### ClasseNagato

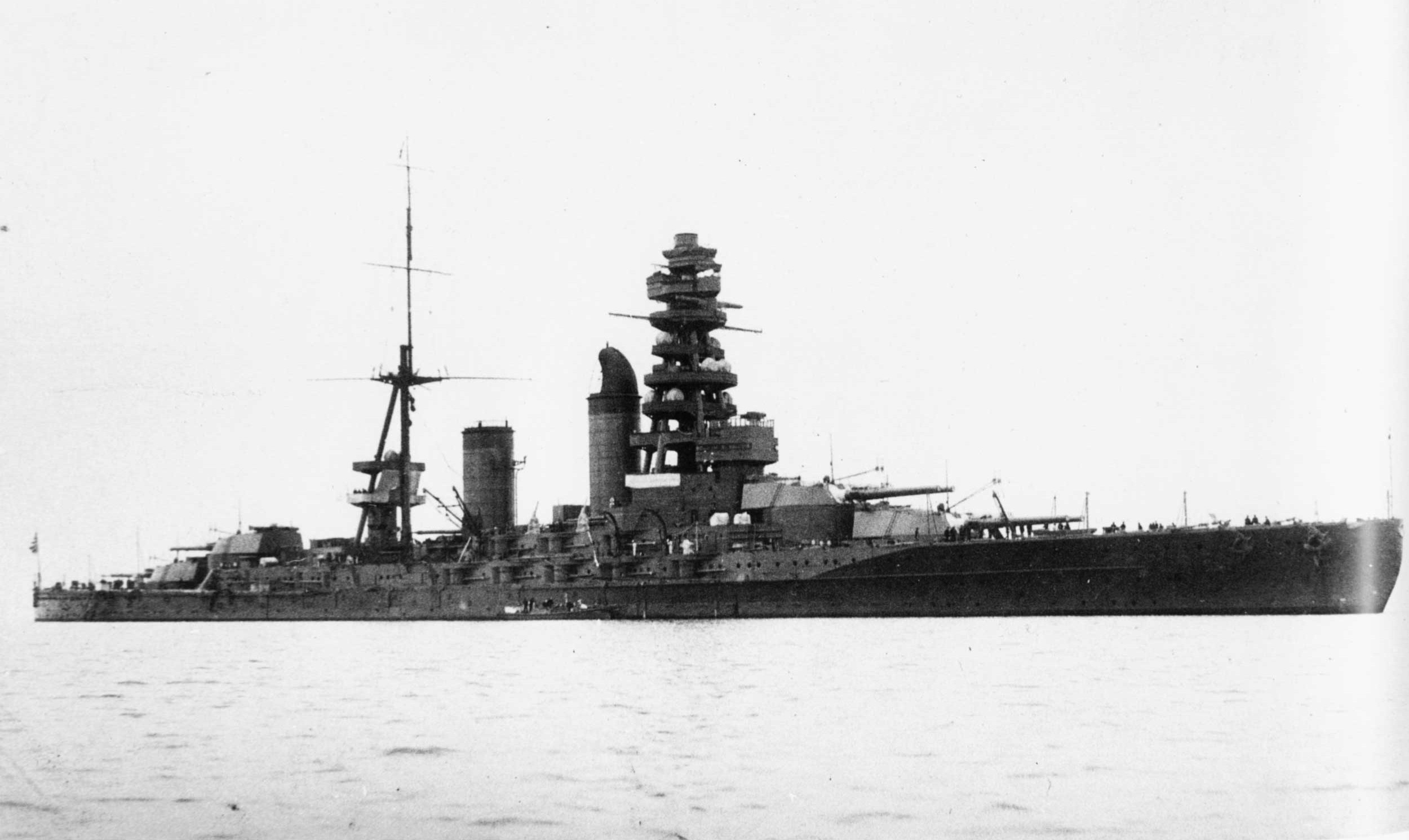
O Nagato em abril de 1922

A Classe Nagato tinha dois membros: Nagato e Mutsu. Ambos tiveram suas construções iniciadas durante a Primeira Guerra Mundial, porém só foram finalizados depois do fim do conflito. Eles foram modernizados na década de 1930 e brevemente participaram da Segunda Guerra Sino-Japonesa em 1937, o que iniciou a Guerra do Pacífico. O Nagato em dezembro de 1941 serviu como a capitânia do almirante Isoroku Yamamoto durante o ataque a Pearl Harbor. Os dois estavam presentes na Batalha de Midway em junho de 1942, mas não entraram em combate. O Mutsu participou da Batalha das Salomão Orientais em agosto e retornou para o Japão no início de 1943, sendo destruído em junho por uma explosão em seu depósito de munição. O Nagato passou os primeiros anos da guerra em águas domésticas e foi transferido para Truk em meados de 1943, participando da Batalha do Mar das Filipinas em 1944, quando foi atacado por aeronaves norte-americanas. Foi levemente danificado na ação e retornou para o Japão a fim de passar por reparos, porém concertos completos nunca foram feitos devido a uma escassez de combustível na Marinha Imperial. O couraçado foi convertido em uma plataforma antiaérea flutuante e designado para funções de defesa de litoral. Foi tomado pelos Estados Unidos depois da guerra e usado como alvo nos testes nucleares da Operação Crossroads em 1946; sobreviveu ao primeiro teste com poucos danos e afundou no segundo.
| Navio         | Armas principais | Deslocamento | Propulsão                            | Serviço        | Serviço          | Serviço          | Serviço          |
| Navio         | Armas principais | Deslocamento | Propulsão                            | Batimento      | Lançamento       | Comissionamento  | Destino          |
| ------------- | ---------------- | ------------ | ------------------------------------ | -------------- | ---------------- | ---------------- | ---------------- |
| Nagato (長門) | 8 × 410 mm       | 32 720 t     | 4 turbinas a vapor; 26 nós (49 km/h) | agosto de 1917 | novembro de 1919 | novembro de 1920 | Afundado em 1946 |
| Mutsu (陸奥)  | 8 × 410 mm       | 32 720 t     | 4 turbinas a vapor; 26 nós (49 km/h) | junho de 1918  | maio de 1920     | outubro de 1921  | Afundado em 1943 |

### ClasseTosa

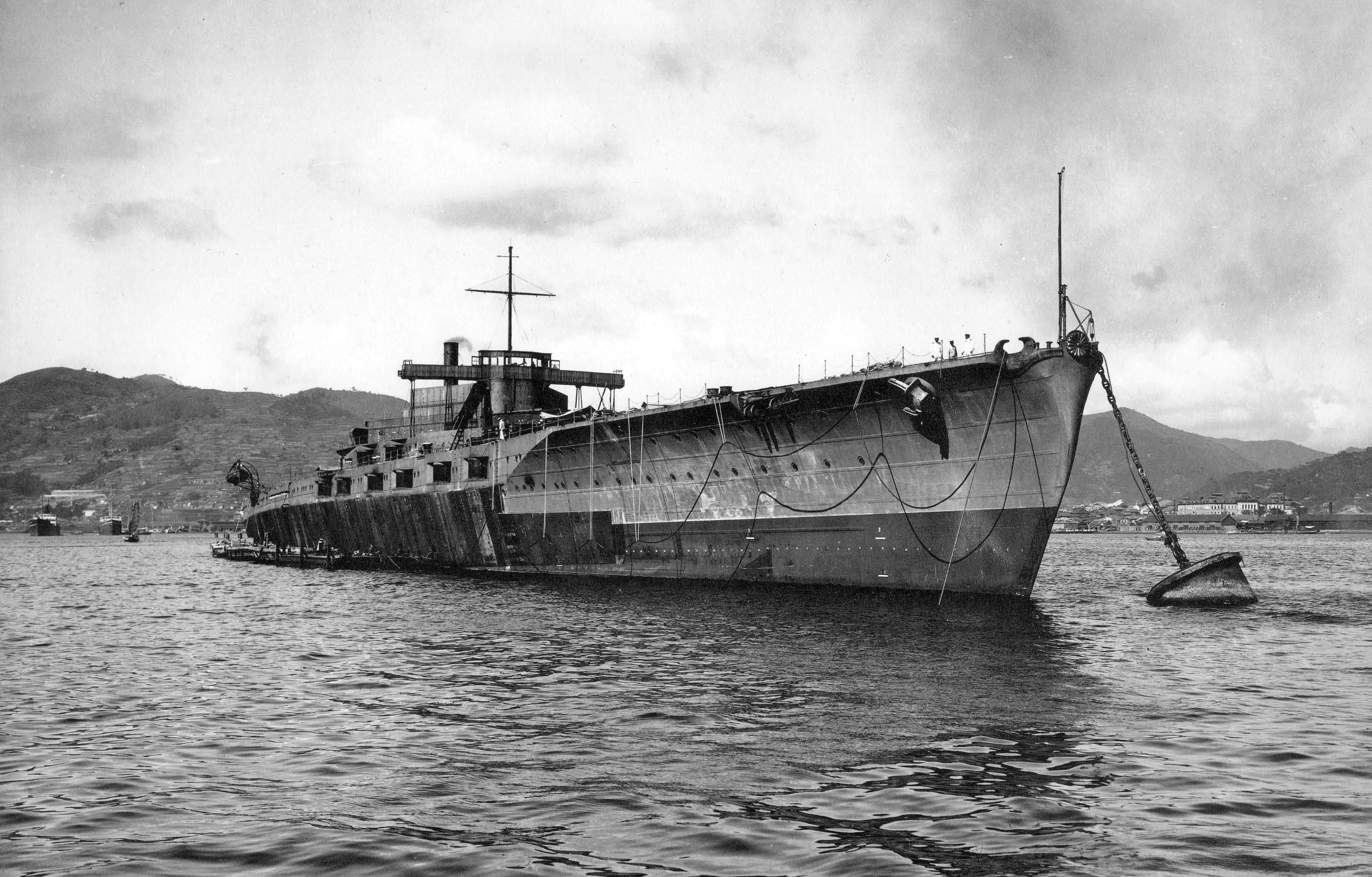
O casco do Tosa em julho de 1922

Os couraçados da Classe Tosa foram encomendados no início da década de 1920. Eles eram versões maiores da predecessora Classe Nagato, mas possuíam uma torre de artilharia adicional de 410 milímetros. Os dois navios, Tosa e Kaga, foram lançados no final de 1921, porém o primeiro foi cancelado de acordo com os termos do Tratado Naval de Washington antes que pudesse ser finalizado. Ele foi depois usado em experimentos para testar a eficiência de seu esquema de blindagem, sendo em seguida deliberadamente afundado. O casco do segundo couraçado acabou convertido em um porta-aviões com o objetivo de substituir um dos cruzadores de batalha da Classe Amagi que tinha sido danificado durante o Grande Sismo de Kantō em 1923. O Kaga deu suporte para tropas japonesas na China na Segunda Guerra Sino-Japonesa, também participando do ataque a Pearl Harbor em dezembro de 1941 e da invasão de Rabaul no Pacífico em janeiro de 1942. No mês seguinte participou do Bombardeio de Darwin, na Austrália, no decorrer da Campanha das Índias Orientais Holandesas. O navio foi afundado na Batalha de Midway em 1942.
| Navio       | Armas principais | Deslocamento | Propulsão                            | Serviço           | Serviço          | Serviço         | Serviço                                      |
| Navio       | Armas principais | Deslocamento | Propulsão                            | Batimento         | Lançamento       | Comissionamento | Destino                                      |
| ----------- | ---------------- | ------------ | ------------------------------------ | ----------------- | ---------------- | --------------- | -------------------------------------------- |
| Tosa (土佐) | 10 × 410 mm      | 39 900 t     | 4 turbinas a vapor; 26 nós (49 km/h) | fevereiro de 1920 | dezembro de 1921 | —               | Deliberadamente afundado em 1925             |
| Kaga (加賀) | 10 × 410 mm      | 39 900 t     | 4 turbinas a vapor; 26 nós (49 km/h) | julho de 1920     | novembro de 1921 | março de 1928   | Convertido em porta-aviões; afundado em 1942 |

### ClasseKii
As embarcações da Classe Kii foram planejadas para serem quatro couraçados rápidos que seriam construídos na década de 1920. Apenas os dois primeiros navios foram nomeados. Sua intenção era reforçar a "frota Oito-Oito" do Japão, que seria composta por oito couraçados e oito cruzadores de batalha, e surgiu depois dos Estados Unidos terem anunciado em 1919 a retomada de um grande programa de construção naval. Entretanto, os trabalhos nas embarcações foi suspenso depois da assinatura do Tratado Naval de Washington em 1922. Os dois últimos couraçados foram cancelados em novembro de 1923, enquanto os dois primeiros em abril de 1924.
| Navio        | Armas principais | Deslocamento | Propulsão                            | Serviço   | Serviço    | Serviço         | Serviço            |
| Navio        | Armas principais | Deslocamento | Propulsão                            | Batimento | Lançamento | Comissionamento | Destino            |
| ------------ | ---------------- | ------------ | ------------------------------------ | --------- | ---------- | --------------- | ------------------ |
| Kii (紀伊)   | 10 × 410 mm      | 41 900 t     | 4 turbinas a vapor; 29 nós (54 km/h) | —         | —          | —               | Cancelados em 1924 |
| Owari (尾張) | 10 × 410 mm      | 41 900 t     | 4 turbinas a vapor; 29 nós (54 km/h) | —         | —          | —               | Cancelados em 1924 |
| Nº 11        | 10 × 410 mm      | 41 900 t     | 4 turbinas a vapor; 29 nós (54 km/h) | —         | —          | —               | Cancelados em 1923 |
| Nº 12        | 10 × 410 mm      | 41 900 t     | 4 turbinas a vapor; 29 nós (54 km/h) | —         | —          | —               | Cancelados em 1923 |

### Classe Número 13

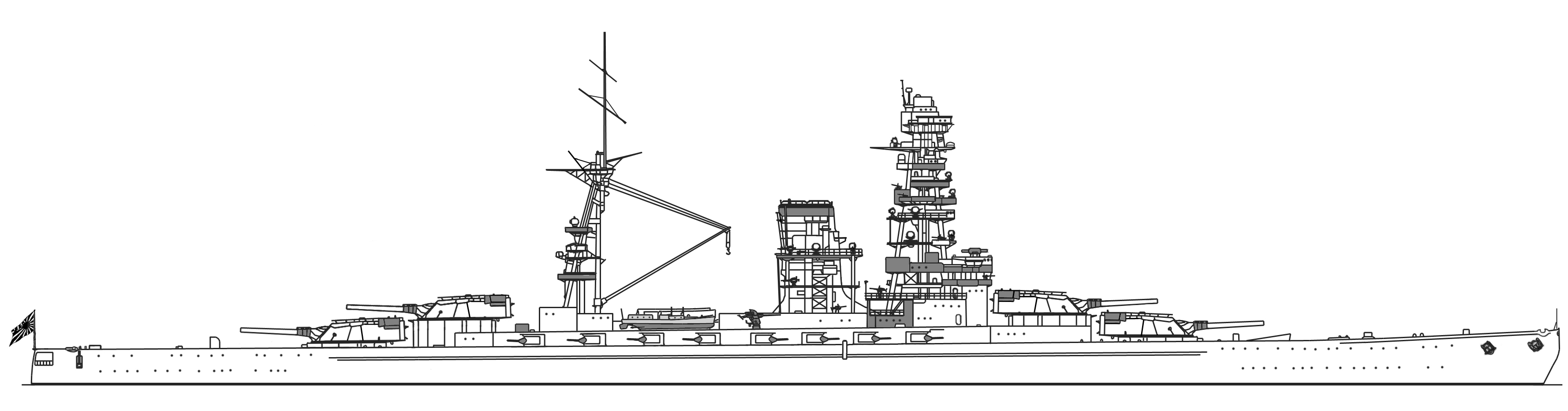
Desenho do projeto Número 13

A Classe Número 13 foi planejada para ser composta por quatro couraçados rápidos que seriam construídos depois da Classe Kii durante a década de 1920. Os navios nunca receberam nomes, sendo conhecidos apenas como "Número 13" a "Número 16". Eles tinham a intenção de reforçar o plano japonês da "frota Oito-Oito", formada por oito couraçados e oito cruzadores de batalha, após os Estados Unidos anunciarem em 1919 a retomada de um grande projeto de construção naval. A Classe Número 13 foi projetada para ser superior a todos os outros couraçados existentes no mundo, planejados ou construídos. Eles acabaram cancelados em novembro de 1923 antes do início das construções devido à assinatura do Tratado Naval de Washington.
| Navio | Armas principais | Deslocamento | Propulsão                            | Serviço   | Serviço    | Serviço         | Serviço            |
| Navio | Armas principais | Deslocamento | Propulsão                            | Batimento | Lançamento | Comissionamento | Destino            |
| ----- | ---------------- | ------------ | ------------------------------------ | --------- | ---------- | --------------- | ------------------ |
| Nº 13 | 8 × 457 mm       | 47 500 t     | 4 turbinas a vapor; 30 nós (56 km/h) | —         | —          | —               | Cancelados em 1923 |
| Nº 14 | 8 × 457 mm       | 47 500 t     | 4 turbinas a vapor; 30 nós (56 km/h) | —         | —          | —               | Cancelados em 1923 |
| Nº 15 | 8 × 457 mm       | 47 500 t     | 4 turbinas a vapor; 30 nós (56 km/h) | —         | —          | —               | Cancelados em 1923 |
| Nº 16 | 8 × 457 mm       | 47 500 t     | 4 turbinas a vapor; 30 nós (56 km/h) | —         | —          | —               | Cancelados em 1923 |

### ClasseKongō

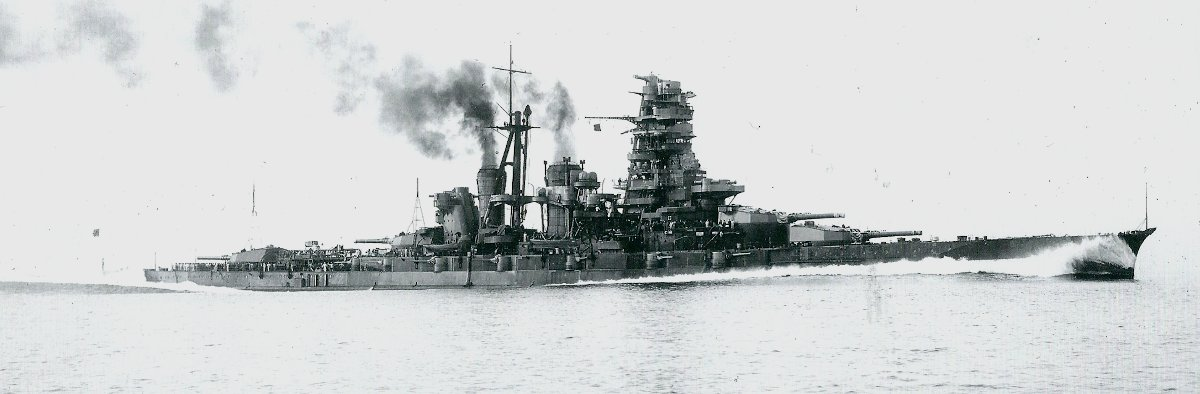
O Kongō em novembro de 1936

As embarcações da Classe Kongō foram originalmente construídas como quatro cruzadores de batalha que passaram por grandes reformas e modernizações nas décadas de 1920 e 1930, o que levou a Marinha Imperial Japonesa a reclassificá-los como couraçados rápidos. Suas turbinas e caldeiras foram substituídas por modelos mais leves e poderosos, sua proteção subaquática foi aprimorada, sua blindagem horizontal foi aumentada e o alcance de seus canhões principais também foi aumentado.
Os couraçados da classe foram os navios capitais mais ativos da Marinha Imperial na Segunda Guerra Mundial. O Hiei e o Kirishima atuaram como escoltas no ataque a Pearl Harbor, enquanto o Kongō e o Haruna deram suporte para a Campanha das Índias Orientais Holandesas. Os quatro estavam presentes na Batalha de Midway em 1942. O Hiei e o Kirishima foram afundados em novembro de 1942 na Batalha Naval de Guadalcanal, enquanto o Kongō e o Haruna bombardearam o aeroporto de Henderson Field na ilha de Guadalcanal. As embarcações restantes passaram a maior parte de 1943 viajando entre bases navais. Ambos ajudaram a afundar dois contratorpedeiros e um porta-aviões norte-americanos na Batalha do Golfo de Leyte em 1944. O Kongō foi torpedeado pelo submarino USS Sealion em novembro e afundou, enquanto o Haruna foi afundado por um ataque aéreo em julho de 1945, sendo depois desmontado em 1946.
| Navio            | Armas principais | Deslocamento | Propulsão                            | Serviço          | Serviço          | Serviço         | Serviço            |
| Navio            | Armas principais | Deslocamento | Propulsão                            | Batimento        | Lançamento       | Comissionamento | Destino            |
| ---------------- | ---------------- | ------------ | ------------------------------------ | ---------------- | ---------------- | --------------- | ------------------ |
| Kongō (金剛)     | 8 × 356 mm       | 32 155 t     | 4 turbinas a vapor; 30 nós (56 km/h) | janeiro de 1911  | maio de 1912     | agosto de 1913  | Afundado em 1944   |
| Hiei (比叡)      | 8 × 356 mm       | 32 155 t     | 4 turbinas a vapor; 30 nós (56 km/h) | novembro de 1911 | novembro de 1912 | agosto de 1914  | Afundados em 1942  |
| Kirishima (霧島) | 8 × 356 mm       | 32 155 t     | 4 turbinas a vapor; 30 nós (56 km/h) | março de 1912    | dezembro de 1913 | abril de 1915   | Afundados em 1942  |
| Haruna (榛名)    | 8 × 356 mm       | 32 155 t     | 4 turbinas a vapor; 30 nós (56 km/h) | março de 1912    | dezembro de 1913 | abril de 1915   | Desmontado em 1946 |

### ClasseYamato

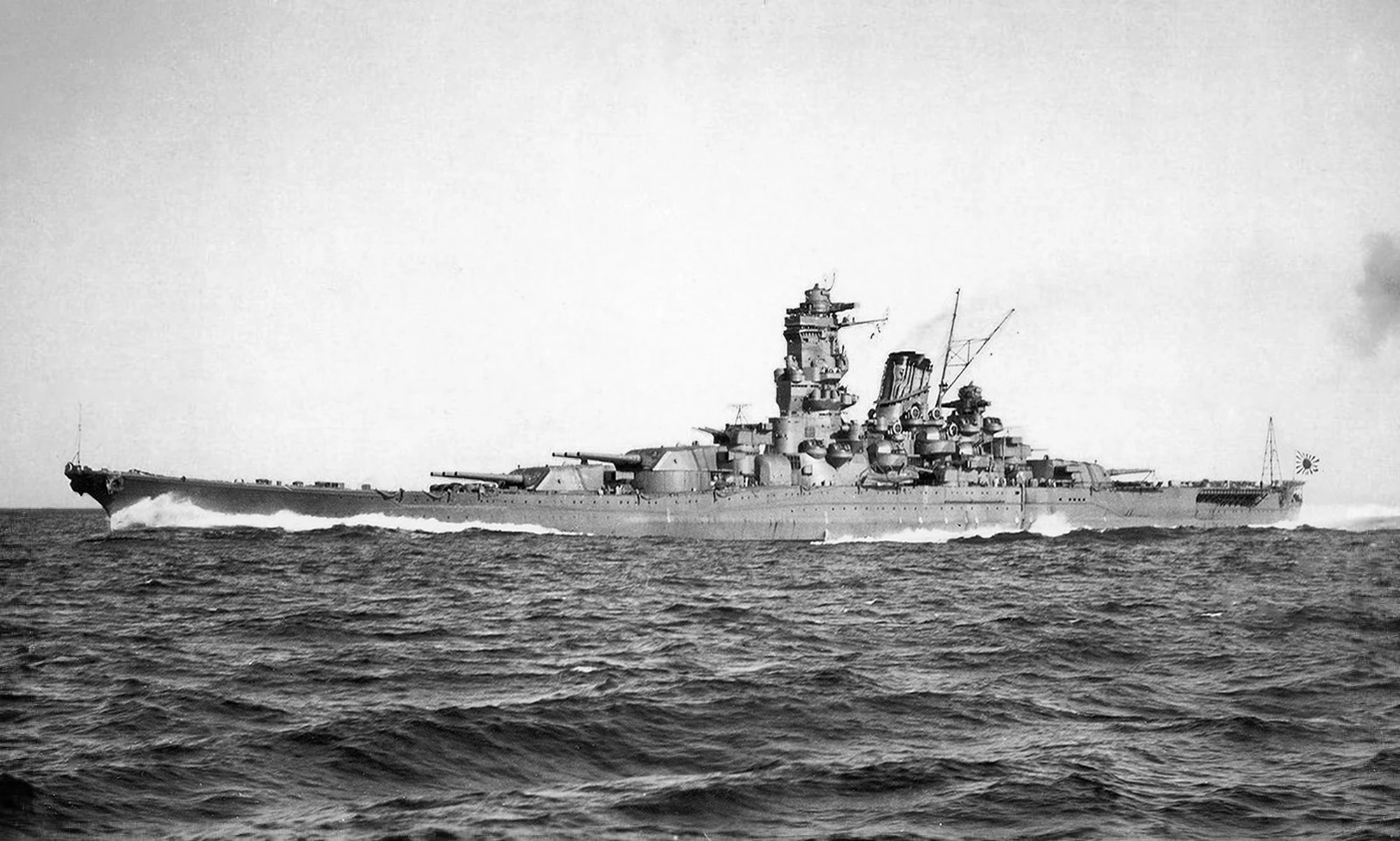
O Yamato em outubro de 1941

Os navios da Classe Yamato foram os maiores e mais bem armados couraçados já construídos na história. Duas das embarcações, o Yamato e o Musashi, foram finalizados como couraçados, enquanto o terceiro, o Shinano, foi convertido em um porta-aviões durante sua construção depois da Marinha Imperial ter perdido maior parte de seus navios do tipo na Batalha de Midway. Um quarto navio foi descartado enquanto ainda estava em construção e as obras de um quinto foram planejadas, mas nunca realizadas.
O Yamato e o Musashi passaram a maior parte de suas carreiras nas bases navais de Brunei, Truk e Kure devido a escassez de combustível e ameaças de submarinos e porta-aviões norte-americanos. Eles saíram das bases várias vezes em resposta a diversos ataques dos Estados Unidos, também participando da Batalha do Golfo de Leyte em outubro de 1944. O Musashi foi afundado na batalha por aeronaves norte-americanas, enquanto o Shinano foi afundado dez dias depois de seu comissionamento em novembro por torpedos do submarino USS Archerfish. O Yamato, por sua vez, foi afundado por ataques aéreos em abril de 1945.
| Navio          | Armas principais | Deslocamento | Propulsão                            | Serviço          | Serviço          | Serviço          | Serviço                                      |
| Navio          | Armas principais | Deslocamento | Propulsão                            | Batimento        | Lançamento       | Comissionamento  | Destino                                      |
| -------------- | ---------------- | ------------ | ------------------------------------ | ---------------- | ---------------- | ---------------- | -------------------------------------------- |
| Yamato (大和)  | 9 × 460 mm       | 62 135 t     | 4 turbinas a vapor; 27 nós (50 km/h) | novembro de 1937 | agosto de 1940   | dezembro de 1941 | Afundado em 1945                             |
| Musashi (武蔵) | 9 × 460 mm       | 62 135 t     | 4 turbinas a vapor; 27 nós (50 km/h) | março de 1938    | novembro de 1940 | agosto de 1942   | Afundado em 1944                             |
| Shinano (信濃) | 9 × 460 mm       | 62 135 t     | 4 turbinas a vapor; 27 nós (50 km/h) | maio de 1940     | outubro de 1944  | novembro de 1944 | Convertido em porta-aviões; afundado em 1944 |
| Nº 111         | 9 × 460 mm       | 62 135 t     | 4 turbinas a vapor; 27 nós (50 km/h) | novembro de 1940 | —                | —                | Cancelado em 1942                            |
| Nº 797         | 9 × 460 mm       | 62 135 t     | 4 turbinas a vapor; 27 nós (50 km/h) | —                | —                | —                | Cancelado no planejamento                    |

### Projeto A-150
O Projeto A-150 foi uma planejada classe de de couraçados, popularmente chamada de "Classe Super Yamato". O projeto manteve a duradoura doutrina da Marinha Imperial de superioridade qualitativa, tendo sido concebidos para serem as embarcações mais poderosas do mundo. Dessa forma, os navios seriam armados com seis canhões de 510 milímetros, as maiores armas a bordo de qualquer outro couraçado no mundo. Os trabalhos de projeto da A-150 começaram no início de 1941, depois da predecessora Classe Yamato estar quase toda completa, quando os japoneses começaram a se focar em porta-aviões e outras embarcações menores em preparação para a Segunda Guerra Mundial. Nenhum navio da A-150 teve sua construção iniciada e muitos detalhes do projeto da classe foram destruídos no final da guerra.
| Navio  | Armas principais | Deslocamento | Propulsão    | Serviço   | Serviço    | Serviço         | Serviço            |
| Navio  | Armas principais | Deslocamento | Propulsão    | Batimento | Lançamento | Comissionamento | Destino            |
| ------ | ---------------- | ------------ | ------------ | --------- | ---------- | --------------- | ------------------ |
| Nº 798 | 6 × 510 mm       | c. 71 000 t  | Desconhecida | —         | —          | —               | Cancelados em 1941 |
| Nº 799 | 6 × 510 mm       | c. 71 000 t  | Desconhecida | —         | —          | —               | Cancelados em 1941 |